# Bernhard Wolf (Künstler)

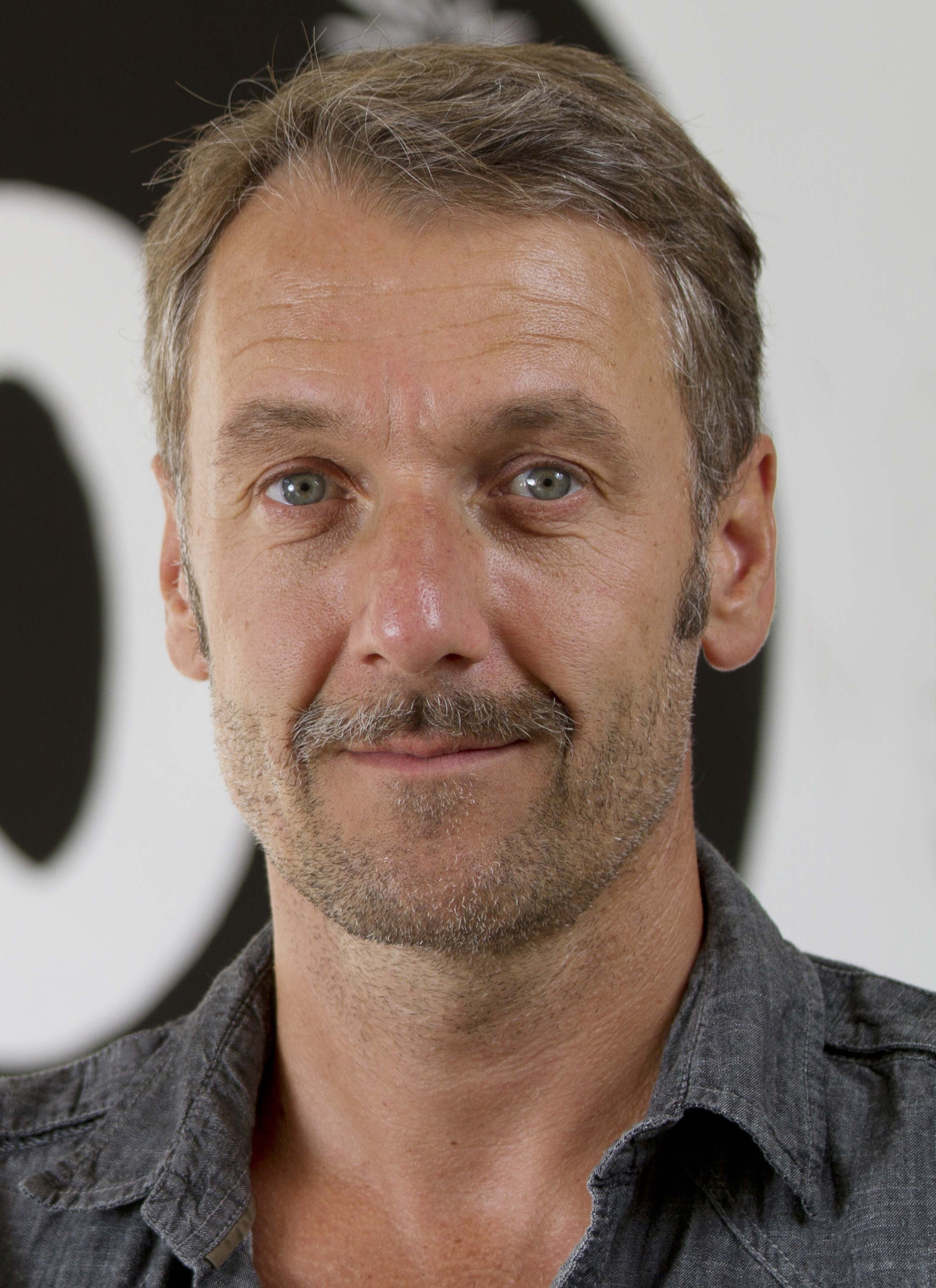
Bernhard Wolf

Bernhard Wolf (* 1965 in Klagenfurt, Kärnten) ist ein bildender Künstler aus Österreich.

## Leben und Werk
Von 1992 bis 1996 absolvierte Wolf ein Studium an der Freien Akademie Moskau bei Aleksander Petlura. Wolf ist Mitglied der Freien Akademie Moskau, des Forum Stadtpark Graz, des FOND Graz und des Kunstvereins Kärnten. Gemeinsam mit Carola Peschl leitete er von 2007 bis 2010 das Forum Stadtpark Graz. Er arbeitet in Graz und Wien.
In seiner Malerei beschäftigt sich Wolf mit Logokultur, visueller Kommunikation und Archetypen der Popkultur.
Weiters realisierte und realisiert Wolf auch zahlreiche temporäre und permanente Arbeiten im öffentlichen Raum in und außerhalb von Österreich.
Ein markanter Punkt seines Schaffens ist der Austausch mit der zeitgenössischen Kunstszene in Russland und der Ukraine, unter anderem in Gruppenausstellungen mit Aristarch Tschernyschew, Wladislaw Jefimow, Aleksander Petlura, Bronislava Dubner. Oleg Kulik, Artem Filatov, Vova Chernyshev.
2003 organisierte Wolf gemeinsam mit Judith Schwentner und Herwig G. Höller ein Festival zur zeitgenössischen Kunstszene aus St. Petersburg, Russland, im Rahmen von „Graz 2003 – Kulturhauptstadt Europas“

## Publikationen  (Auswahl)
- Public art. Volume 1 / Institut für Kunst im öffentlichen Raum Steiermark seit 2012, Herausgeber: Elisabeth Fiedler, Dirck Möllmann, Deutsch / Englisch, ISBN 978-3-86984-546-3. (Textbeiträge von Elisabeth Fiedler, Dirck Möllmann, Markus Bogensberger, Reinhard Braun, Christian Egger, Krist Gruijthuijsen, Veronica Kaup-Hasler, Barbara Pichler)
- Bernhard Wolf, Arbeiten 1993 – 2013. Herausgeber: Forum Stadtpark Graz, 2013,  ISBN 978-3-901109-38-6. Deutsch/Englisch. Textbeiträge von Judith Laister, Herwig G. Höller und Peter Weibel.
- parallelinfo russland:usa, direkter Nachrichtenkanal Russland / USA, Herausgeber: edition selene, Wien 2001, ISBN 3-85266-175-7.

## Projekte (Auswahl)

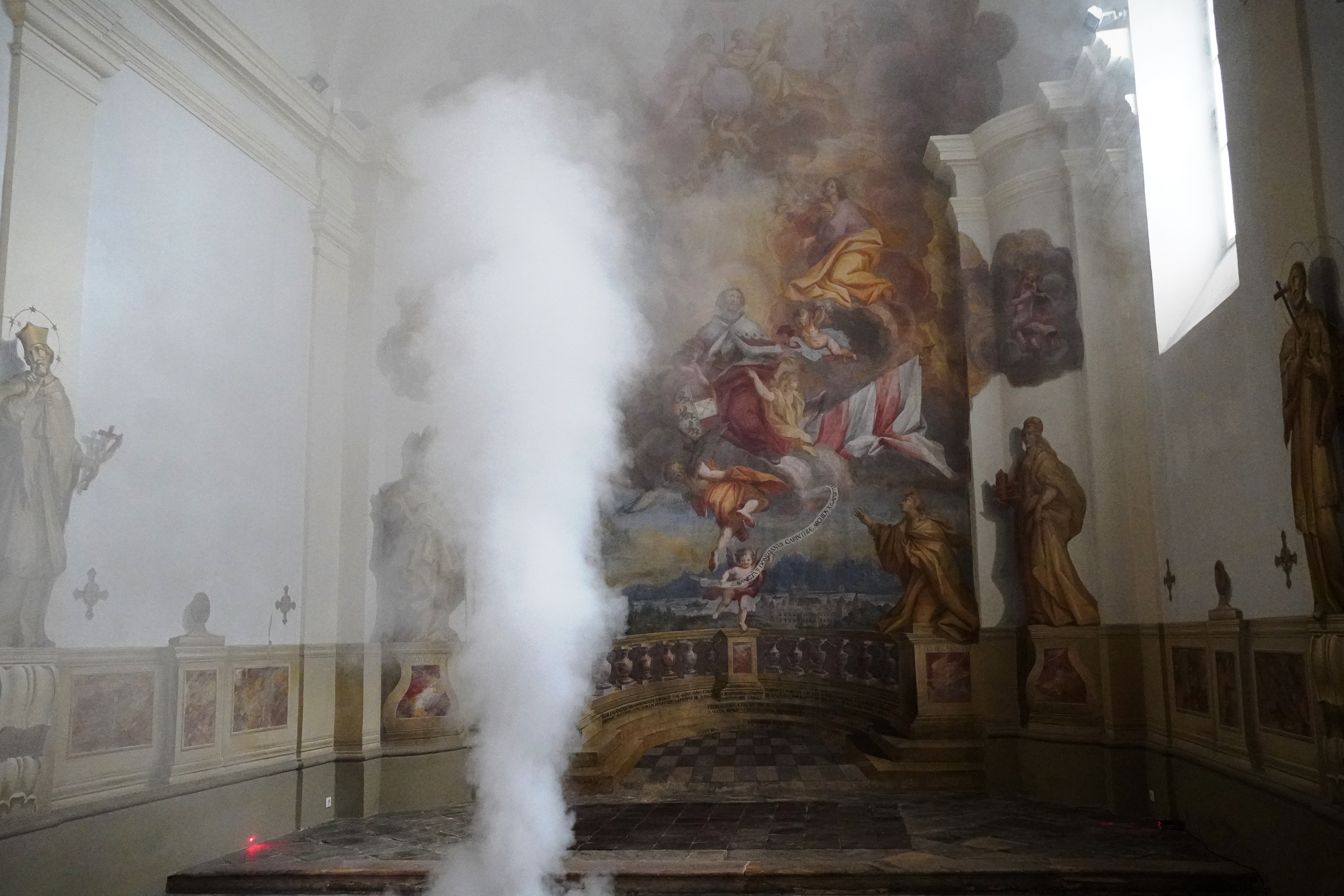
pink dust, Burgkapelle MMK Klagenfurt, Mai 2022

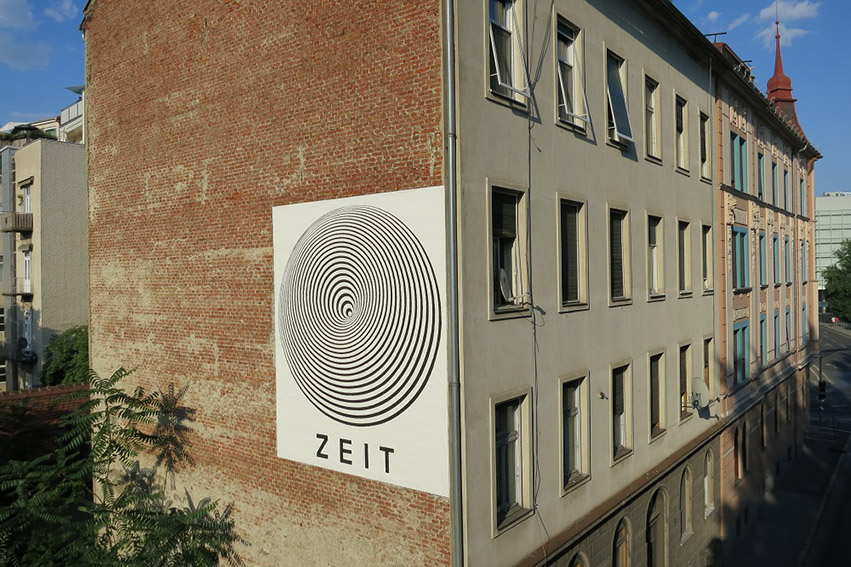
ZEIT, 5 × 6 m, Leinwand

- If you dont give the mind something to do, the mind will give you something to do. Kunsthaus Graz, Österreich 2015

- GORA-ZIRKA/MOUNTAIN-STAR, Mala Galleria, Mistetskij Arsenal, Kiew, Ukraine 2015

- DIQIU / EARTH, public space interventions, group - exhibition: "Desiring the real. Austria contemporary", University Museum and Art Gallery, Hong Kong, China 2015

- ERDE / ZEMLYA, NCCA – National Center for Contemporary Art, Moskau / Nischni Novgorod, Russland 2014

- „fokus sammlung 04. Tiere“, Museum Moderner Kunst Kärnten, Klagenfurt, Österreich 2013
- „pink dust“, Museum Moderner Kunst Kärnten, Klagenfurt, Österreich 2022